# Juan Francisco Jiménez Alcázar
Juan Francisco Jiménez Alcázar (Lorca, 1966) és un historiador i catedràtic d'història medieval espanyol, especialista en videojocs de caràcter històric. Llicenciat en filosofia i lletres, en la especialitat d'Història Medieval, per la Universitat de Múrcia (UMU) el 1989, i doctoral per la mateixa universitat el 1993, és catedràtic d'Història Medieval i director del Centre d'Estudis Medievals d'aquesta universitat, i vicepresident de la Societat Espanyola d'Estudis Medievals. És pioner amb el seu equip de treball en la investigació dels jocs d'ordinador personal i consola com a element didàctic per explicar la història. Ha desenvolupat les seves línies de recerca en l'àmbit dels antics regnes de Múrcia i Granada i el conjunt de la frontera castellano-nazarí. També ha fet recerca relacionada amb l'impacte de les noves tecnologies digitals sobre el coneixement del passat medieval, ocupant-se del fenomen del videojoc i el seu impacte sobre la imatge del passat a la societat digital. També co-dirigeix un grup de recerca en Tecnologia-Educació-Gamificació 2.0 a la Universidad Nacional de Mar de Plata a l'Argentina.
Publicacions
- Juego y ocio en la historia, amb María Pilar Suárez Pascual, Mª Isabel Gascón Uceda i Luis Alonso Álvarez (2018)
- De la edad de los imperios a la guerra total: medievo y videojuegos (2016)
- Relación votiva o donaria de la antigüedad de la imagen de nuestra señora de las Huertas, amb Alonso de Vargas, Pedro Riquelme Oliva i Manuel Muñoz Clares (1999)
- Un concejo de Castilla en la frontera de Granada: Lorca 1460-1521 (1997)
- Agua y poder en Lorca durante la baja edad media (1996)
- Huércal y Overa, de enclaves nazaríes a villas cristianas (1244-1571) (1996)
- Espacio, poder y sociedad en Lorca (1460-1521) (1993)
- Lorca a finales de la Edad Media (1992)